# Conseil d'analyse économique
Conseil d'Analyse Économique (CAE, n.đ. 'Hội đồng Phân tích Kinh tế') là một cơ quan tư vấn kinh tế có trụ sở tại Paris. Đây là cơ quan được nhà nước tài trợ và trực thuộc Văn phòng Thủ tướng Pháp. Cơ quan này được thành lập vào ngày 22 tháng 7, 1997 theo mệnh lệnh hành chính của Thủ tướng Lionel Jospin, và được tái tổ chức vào ngày 5 tháng 11, 2012 về mặt tiêu chuẩn nhân sự, chú trọng hơn vào năng lực học thuật.
CAE là thành viên của mạng lưới các cơ quan và viện nghiên cứu được điều phối bởi (và được tài trợ thông qua) France Stratégie.

## Thành viên
CAE có 15 thành viên, thường là các nhà kinh tế học có uy tín của Pháp, hoặc của nước ngoài. Thủ trưởng của Direction générale du Trésor và Institut national de la statistique et des études économiques nghiễm nhiên là thành viên của cơ quan này (ex officio).
Chủ tịch (tiếng Pháp: président délégué) của CAE qua các thời kỳ:
- 1997-2001: Pierre-Alain Muet[4]
- 2001-2002: Jean Pisani-Ferry[5]
- 2003-2012: Christian de Boissieu[6]
- 2012-2018: Agnès Bénassy-Quéré[7]
- 2018-2022: Philippe Martin[8]
- 2022-2025: Camille Landais[9]
- Từ 2025: Xavier Jaravel [fr][10]

Các cựu và thành viên đương nhiệm của CAE: Yann Algan, Emmanuelle Auriol, Jean-Marie Chevalier, Mathilde Lemoine, Jean-Hervé Lorenzi, Isabelle Méjean, Jacques Mistral, Thomas Philippon, Xavier Ragot, Hélène Rey, Stefanie Stantcheva, Jean Tirole, Laurence Tubiana, Natacha Valla, Reinhilde Veugelers, và Guntram Wolff.